# Coma pitagórica

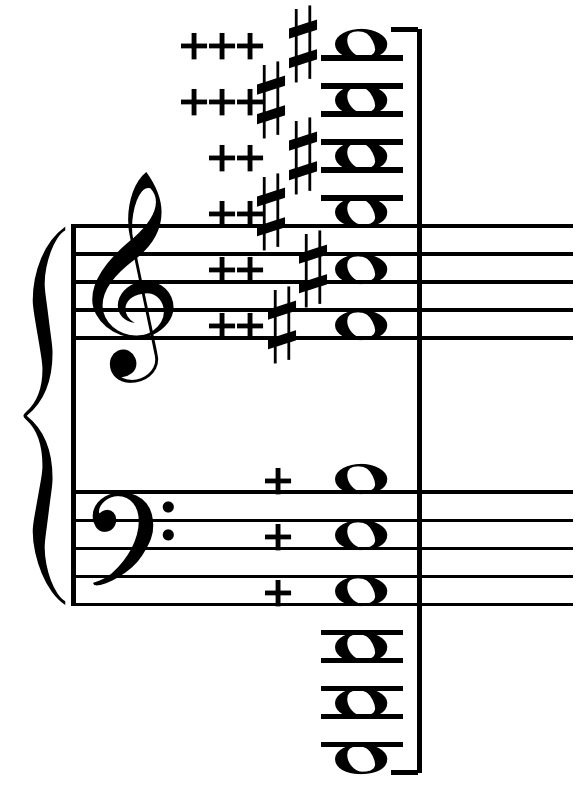
Coma pitagórica

Coma pitagórica ou coma ditônica, nome que se refere ao matemático e filósofo da Antiguidade Pitágoras, é o intervalo microtonal definido como a diferença entre um apótoma pitagórico e um limma pitagórico.
Isto resulta em 23,46 cents (cerca de um quarto de semitom).
Apótoma pitagórico é um intervalo de 2187/2048, cerca de 113, 69 cents.
Limma pitagórico é um intervalo de 256/243, cerca de 90,22 cents.
O coma pitagórico também pode ser pensado como a discrepância entre doze quintas justas (razão 3:2) e sete oitavas (razão 2:1).